# Caligula francki
Caligula francki är en fjärilsart som beskrevs av Watson 1919. Caligula francki ingår i släktet Caligula och familjen påfågelsspinnare. Inga underarter finns listade i Catalogue of Life.